# Mendo de Benavides
Mendo de Benavides (Santisteban del Puerto, 1569-Cartagena, 17 de octubre de 1644) fue un noble y religioso español que ocupó los cargos de obispo de Segovia, obispo de Cartagena y presidente de la Real Chancillería de Granada.

## Biografía
Fue natural de Santisteban del Puerto (Jaén), e hijo natural de Diego IV de Benavides y de la Cueva, conde de Santisteban del Puerto, y Teresa Merino, sobrina del cardenal Esteban Gabriel Merino, patriarca de las Indias Occidentales.
Fue caballero de la Orden de Santiago, en 1617 es nombrado oficial del Santo Oficio de la Inquisición de Córdoba y en 1625, canciller del Reino de Granada. Accedió al cargo de oidor de la Real Audiencia y Chancillería de Valladolid, y perteneció al Consejo de las Órdenes. Posteriormente Felipe IV de España le otorgó la presidencia de la Real Chancillería de Granada, junto con el priorato de Aroche, hasta ser nombrado finalmente obispo de Segovia, tomando posesión del cargo el 12 de diciembre de 1633. Se mantuvo ocupando esta dignidad hasta 1640, en que fue designado para ocupar la diócesis de Cartagena, vacante por el traslado de Francisco Manso de Zúñiga a la de Burgos. 
Falleció en pleitos durante una pelea con el " grande" por un olivar, según los relatos el grande le habría abierto la boca y vertido pisto contaminado con el fatal desenlace.
| Predecesor: Melchor de Moscoso y Sandoval | Obispo de Segovia 1633-1640   | Sucesor: Pedro de Tapia           |
| Predecesor: Francisco Manso de Zúñiga     | Obispo de Cartagena 1640-1644 | Sucesor: Juan Vélez de Valdivieso |

- Datos: Q6010197